# Chalodeta chaonitis
Chalodeta chaonitis är en fjärilsart som beskrevs av William Chapman Hewitson 1866. Chalodeta chaonitis ingår i släktet Chalodeta och familjen Riodinidae. Inga underarter finns listade i Catalogue of Life.

## Bildgalleri

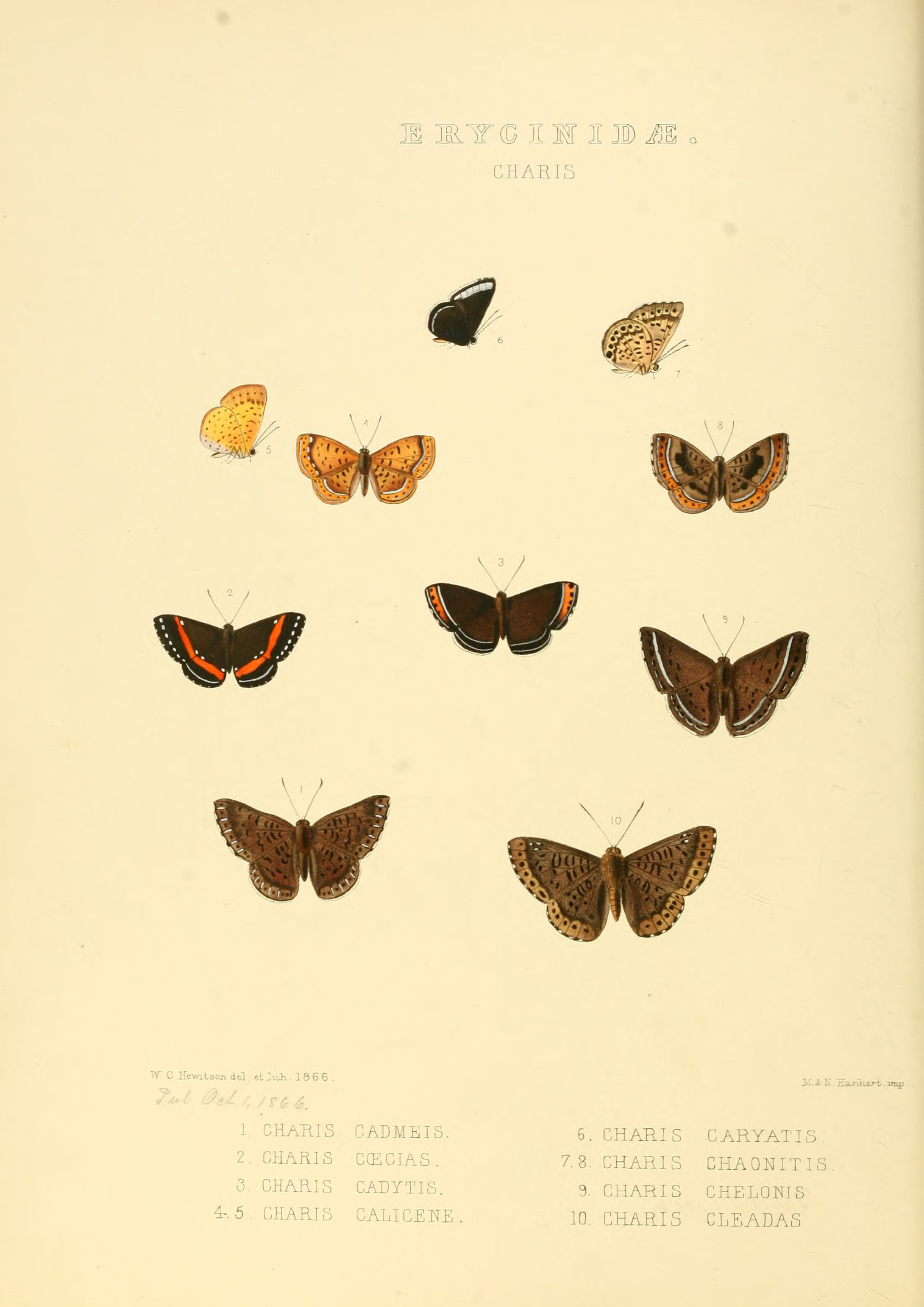